# Ascobulla californica
Ascobulla californica is een slakkensoort uit de familie van de Volvatellidae. De wetenschappelijke naam van de soort is voor het eerst geldig gepubliceerd in 1971 door Hamatani.